# 阿格里科拉 (喬治亞州)
阿格里科拉（英語：Agricola）是位於美國喬治亞州格拉斯卡克縣的一個非建制地區。該地的面積和人口皆未知。

## 地理
阿格里科拉的座標為33°11′41″N 82°43′13″W / 33.19472°N 82.72028°W，而該地的平均海拔高度為119米（即390英尺）。